# Guillaume Fourrier
Guillaume Fourrier, né le 3 mars 1981 à Boulogne-sur-Mer (Pas-de-Calais), est un pêcheur sportif français et moniteur-guide de pêche à Dieppe.
Il est détenteur de 28 records du monde, d'Europe et de France pour la prise de gros poissons pris entre 2009 et 2021.

## Biographie

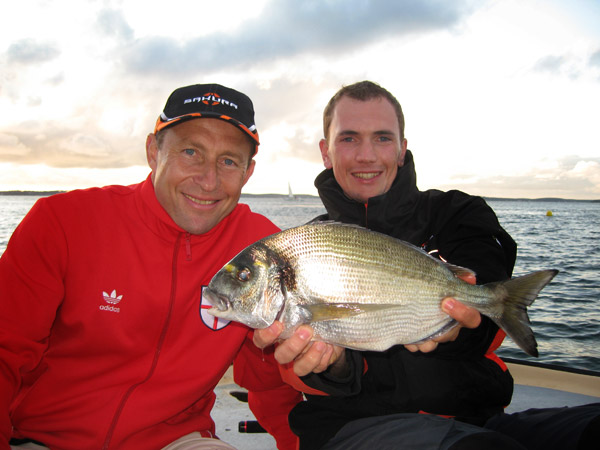
Jean-Pierre Papin, passionné de pêche en mer, et Guillaume Fourrier (à droite).

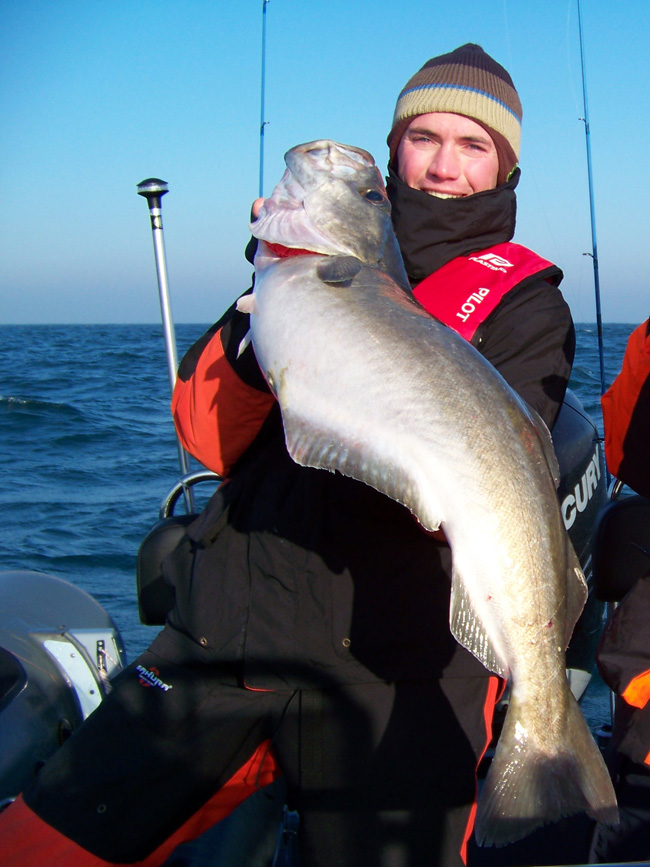
Lieu jaune record de France qui fit l'objet de la couverture du magazine Pêche en Mer en mars 2009

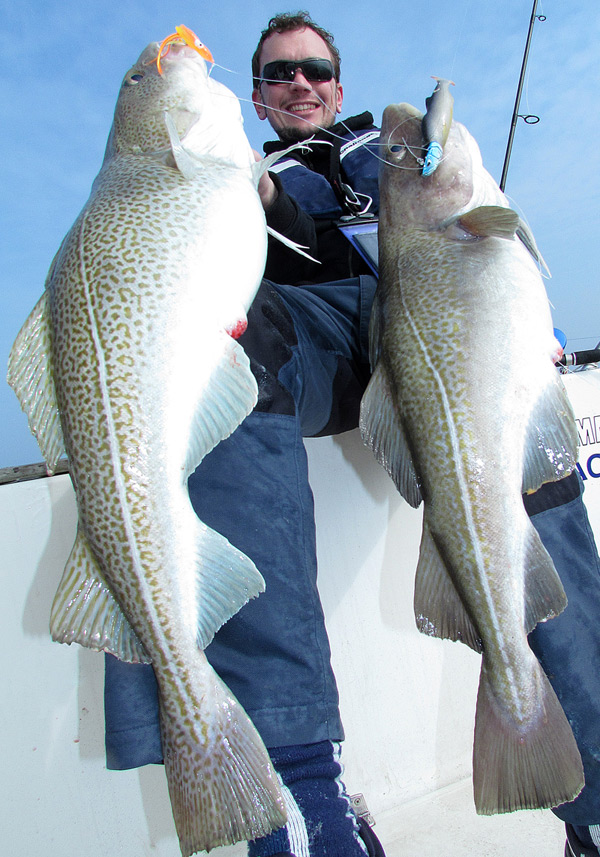
Guillaume Fourrier a capturé 4 morues records de France le 20 mars 2011

Guillaume Fourrier pratique la natation en compétition depuis son enfance jusqu'à l'âge de 13 ans, où il découvre la pêche en mer qui devient son occupation halieutique prédominante. De 1999 à 2003, ce passionné de la mer devient nageur-sauveteur sur les plages du Nord-Pas-de-Calais puis de Corse.
Le 4 avril 2003, il crée et préside l'association PecheWeb.com, dont le but est de « promouvoir le développement de toutes les techniques de pêche sportive en mer »,. L'association valorise une pêche de loisir responsable au travers de photos de poissons vivants, en interdisant la publication de pêches abondantes et en recommandant aux pêcheurs de loisir un prélèvement raisonné et le respect des tailles légales de capture. En 2004, il étudie l’appétence et le comportement de différents leurres sans hameçon sur des bars en captivité au Centre de découverte de la pêche en Mer Mareis. En décembre 2004, il réalise le documentaire vidéo Le Bar aux leurres du bord, édité par Videotel International, puis intervient au premier plan dans le documentaire La Traque des gros bars chez le même éditeur en 2007.
En 2005 et 2006, il passe quelques mois en Nouvelle-Calédonie à la recherche des poissons tropicaux en no-kill et devient rédacteur pour les revues Pêche en Mer et Partir Pêcher aux Éditions Larivière.
En 2007, il devient chef de produits et team manager pour la marque Sakura de la société Sert SA, où il développe des cannes, moulinets et leurres pour le marché Européen. De 2012 à 2021, il est Directeur du marketing pour la société Daiwa.
Il est l'auteur des livres de 11 livres sur la pêche publiés entre septembre 2009 et mai 2021 aux éditions Vagnon, propriété des éditions Fleurus.
Ses belles prises régulières et ses connaissances de nombreuses techniques de pêche l'amènent à être fréquemment présent dans la presse halieutique française et espagnole, avec une parution régulière en premières de couverture.
Licencié à la Fédération Française des Pêches Sportives (FFPS), il détient 28 records de France, d'Europe et du Monde pour la prise de gros poissons parmi lesquels figurent un lieu jaune, quatre morues, une raie bouclée et deux bars pris en 2009 et 2019.

## Œuvres
- La Pêche aux Leurres, 2009, éditions Vagnon.  (ISBN 978-2-85725-683-0)
- Toutes les Pêches en Bateau, 2011, éditions Vagnon.  (ISBN 978-2-85725-762-2)
- La Pêche du Bar, 2012, éditions Vagnon, préfacée par Gérard d'Aboville.  (ISBN 978-2-85725-795-0)
- La Pêche aux Appâts, 2013, éditions Vagnon, préfacée par Gérard Klein.  (ISBN 2857258488)
- La Pêche à Pieds, 2013, éditions Vagnon.  (ISBN 2857258496)
- Le Vagnon de la pêche en mer, 2014, éditions Vagnon / Fleurus.  (ISBN 978-2-85725-893-3)
- 50 pêches faciles en Atlantique, 2015, éditions Vagnon / Fleurus, préfacée par Pierre Perret.  (ISBN 9782857259572)
- Montage de lignes & nœuds de pêche, 2016, éditions Vagnon / Fleurus.  (ISBN 9791027100446)
- Pêche facile en bord de mer : 40 poissons, bas de ligne et nœuds, 2017, éditions Vagnon / Fleurus.   (ISBN 9791027101375)
- Le Vagnon de la pêche en mer : Espèces, techniques, matériel, montages, 2018, éditions Vagnon / Fleurus, préfacée par Michel Desjoyeaux.  (ISBN 9791027101849)

## Filmographie

### Réalisateur
- 2004 : Le Bar aux leurres du bord[8]

### Acteur
- 2007 : Traque des gros bars[9]
- 2010 : Stratégies de la verticale[10]

## Parutions presse
Quelques parutions presse et couvertures de magazines :
- Loup&Bar (Couverture - avril 2005)
- Loup&Bar (Couverture - octobre 2005)
- Partir Pêcher (juillet 2006)
- Pêche en Mer (Couverture - novembre 2006)
- Pêche en Mer (Couverture - février 2007)
- Pneumatique Magazine (mai 2007)
- Pêche en Mer (Couverture - novembre 2007)
- Hors-Bord Magazine (mai 2008)
- Côt&Pêche (septembre 2008)
- Pêche en Mer (Couverture - mars 2009)
- Semi-rigide Magazine (avril 2009)
- Angling International (avril 2009)
- Solo Pesca (Couverture - juin 2009)
- Tackle Trade (juin 2009)
- Pêche en Mer (Couverture - juin 2009)
- Côt&Pêche (Couverture - septembre 2010)
- Pesca de Altura (Couverture - janvier 2011)
- Pêche en Mer (Couverture - juin 2011)
- Le Chasseur Français (Couverture - juin 2011)

## Records homologués notables
- 2009 : lieu jaune de 9,8 kg[11], record de France[12].
- 2011 : morues de 6,845 kg, 6,855 kg, 9,060 kg et 10,190 kg, records de France[12].
- 2011 : bar de 6,155 kg, record de France[12] sur ligne fine.
- 2011 : grondin de 3,060 kg, record du monde[13].
- 2012 : plie de 2,805 kg, record d'Europe[14] pris du bord de mer.
- 2013 : bar de 6,310 kg, record du monde[13] sur ligne fine.
- 2013 : bar de 7,070 kg, record d'Europe[14] pris en bateau.
- 2014 : bar de 8,630 kg, record du monde[13] pris en bateau.
- 2017 : raie bouclée de 4,825 kg, record de France[12].
- 2019 : raie bouclée de 4,690 kg, record de France[12].